# Farnesiltransferase
A Farnesiltransferase é uma das três enzimas do grupo das preniltransferases. Esta enzima adiciona um isoprenoide de 15 carbonos chamado de grupo farnesil em proteínas que possuem a terminação CaaX - uma sequência de quatro aminoácidos na posição C-terminal da proteína.